# 34619 Swagat
34619 Swagat è un asteroide della fascia principale. Scoperto nel 2000, presenta un'orbita caratterizzata da un semiasse maggiore pari a 2,9730281 au e da un'eccentricità di 0,0453351, inclinata di 9,95393° rispetto all'eclittica. 34619 Swagat prende il nome da Swagat Bhattacharyya per i suoi successi alla Fiera internazionale della scienza e dell'ingegneria Intel 2018.